# Circonscription de Calare
La circonscription de Calare est une circonscription électorale australienne en Nouvelle-Galles du Sud.

## Histoire
Elle est créée en 1906 pour remplacer la circonscription de Canobolas et elle porte le nom local aborigène de la rivière Lachlan qui la traverse. 
Lors du redécoupage de 2006, elle reçoit les villes de Forbes, Orange, Parkes, Cowra, Grenfell et une vaste partie du nord-ouest de la Nouvelle-Galles du Sud, entre Brewarrina et Menindee. Calare a été la plus vaste circonscription de Nouvelle-Galles du Sud. De 2007 à 2016, Calare est détenue par John Cobb, député du Parti national, qui avait déjà été élu dans la circonscription de Parkes, dont certaines parties ont été redistribuées à celle de Calare en 2006. 
Le redécoupage de 2009 modifie une fois de plus les limites de la circonscription qui est agrandie vers l'est pour couvrir les régions de Bathurst et de Lithgow. Les modifications prennent effet lors des élections de 2010.

## Députés
| Nom             | Parti          | Période de mandat |
| --------------- | -------------- | ----------------- |
| Thomas Brown    | Travailliste   | 1906-1913         |
| Henry Pigott    | Commonwealth   | 1913-1916         |
| Henry Pigott    | Nationaliste   | 1916-1919         |
| Thomas Lavelle  | Travailliste   | 1919-1922         |
| Neville Howse   | Nationaliste   | 1922-1929         |
| George Gibbons  | Travailliste   | 1929-1931         |
| Harold Thorby   | Country        | 1931-1940         |
| John Breen      | Travailliste   | 1940-1946         |
| John Howse      | Parti libéral  | 1946–1960         |
| John England    | Country        | 1960-1975         |
| Sandy Mackenzie | National       | 1975-1983         |
| David Simmons   | Travailliste   | 1983-1996         |
| Peter Andren    | Sans étiquette | 1996-2007         |
| John Cobb       | National       | 2007–2016         |
| Andrew Gee      | National       | depuis 2016       |